# Озеро-Село
Озеро-Село — деревня в Лидском сельском поселении Бокситогорского района Ленинградской области.

## История
Согласно X-ой ревизии 1857 года:

ОЗЕРО-СЕЛО — деревня, принадлежит Белавиной: хозяйств — 7, жителей: 19 м. п., 22 ж. п., всего 41 чел.; Унковской: хозяйств — 4, жителей: 9 м. п., 9 ж. п., всего 18 чел.

По земской переписи 1895 года:

  
ОЗЕРО-СЕЛО — деревня, крестьяне бывшие Белавиной: хозяйств — 8, жителей: 35 м. п., 30 ж. п., всего 65 чел.; крестьяне бывшие Унковской: хозяйств  — 6, жителей: 14 м. п., 15 ж. п., всего 29 чел.

В конце XIX — начале XX века деревня административно относилась к Верховско-Вольской волости 1-го земского участка 3-го стана Устюженского уезда Новгородской губернии.

ОЗЕРО-СЕЛО — деревня Марьинского сельского общества, число дворов — 16, число домов — 33, число жителей: 66 м. п., 54 ж. п.; Занятие жителей: земледелие, лесные заработки. Речка Обломна. (1910 год)

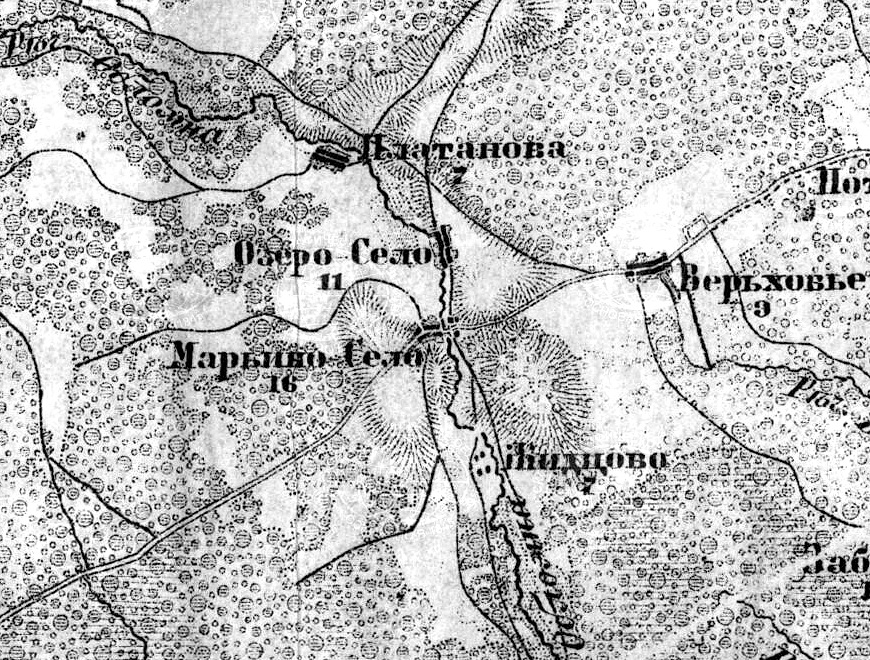
Деревня Озеро-Село на карте 1917 года

Согласно военно-топографической карте Новгородской губернии издания 1917 года деревня состояла из 11 крестьянских дворов.
По данным 1933 года деревня Озеро-Село входила в состав Потокского сельсовета Ефимовского района.
По данным 1966 и 1973 годов деревня Озеро-Село входила в состав Потокского сельсовета Бокситогорского района.
По данным 1990 года деревня Озеро-Село входила в состав Подборовского сельсовета
В 1997 году в деревне Озеро-Село Подборовской волости проживали 56 человек, в 2002 году — 32 человека (все русские).
В 2007 году в деревне Озеро-Село Подборовского сельского поселения проживали 39 человек, в 2010 году — 38 человек. 
Со 2 июня 2014 года — в составе вновь созданного Лидского сельского поселения Бокситогорского района.
В 2015 году в деревне Озеро-Село Лидского СП проживали 40 человек.

## География
Деревня расположена в восточной части района на автодороге 41К-033 (Сомино — Ольеши).
Расстояние до посёлка Подборовье — 6 км.
Расстояние до ближайшей железнодорожной станции Подборовье — 7 км. Ближайший остановочный пункт — платформа 7 км.
Деревня находится на левом берегу реки Обломна.

## Демография
| 1997 | 2002 | 2007 | 2010 | 2017 |
| ---- | ---- | ---- | ---- | ---- |
| 56   | ↘32  | ↗39  | ↘38  | ↘28  |

## Инфраструктура
На 1 января 2016 года в деревне было зарегистрировано 16 домохозяйств.